# Корчма Тарас Бульба
Корчма Тарас Бульба — мережа ресторанів. Заснована в 1999 році Юрієм Білойваном.

## Історія
25 березня 1999 року на вулиці Петрівка 30/7 в Москві відкрилася перша корчма «Тарас Бульба».
В даний час працюють 20 ресторанів мережі. З них сімнадцять знаходяться в Москві, один у місті Одинцово, один в Києві і один в Нью-Йорку. Спеціалізація — традиційна українська кухня. Оформлення стилізовано під стару хату мазанку.
У червні 2017 року головне слідче управління (ГСУ) СКР по Москві пред'явило власнику мережі ресторанів «Корчма Тарас Бульба» Юрію Білойвану звинувачення в ухиленні від сплати податків в особливо великому розмірі. За версією слідства, пан Білойван недоплатив в казну понад 650 млн руб. податку на додану вартість за 2011—2014 роки, занизивши суму отриманого доходу.
У лютому 2019 року стало відомо, що пан Білойван визнав свою провину і готовий відшкодувати заподіяну його діями збитки. Якщо ФНС укладе з ним мирову угоду, кримінальну справу може бути припинено.

## Інтер'єр

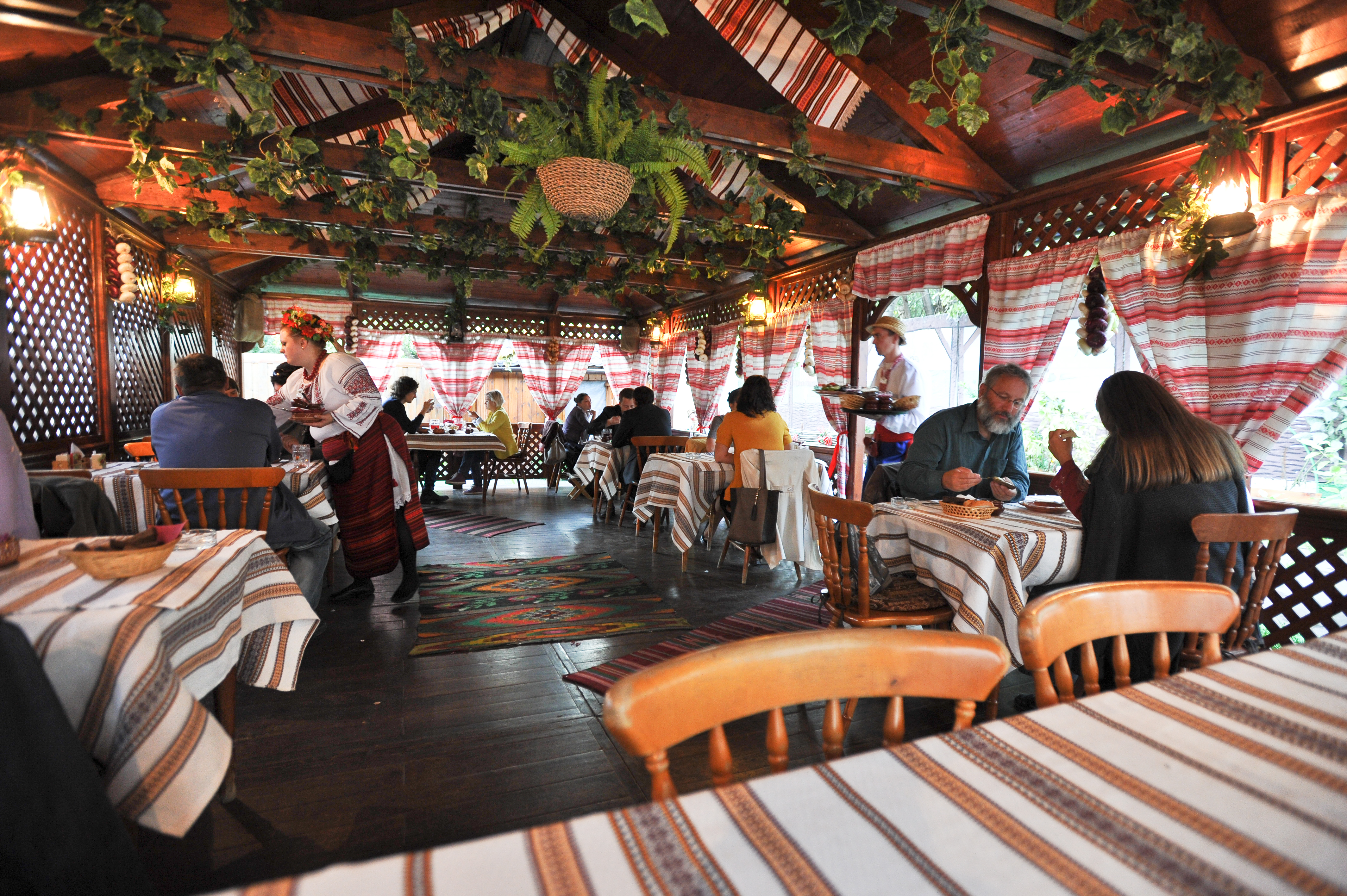
Інтер'єр Корчми Тарас Бульба у Москві

В оформленні інтер'єру «Корчма Тарас Бульба» використовуються дерев'яні меблі, рушники, домоткані килими і доріжки, скатертини та занавіски, глиняні глечики, чарки та інші предмети побуту сільської хати. Внутрішнє оздоблення створював заслужений художник України, лауреат премії ім. Лесі Українки і Т. Р. Шевченка Кость Лавро.

## Меню

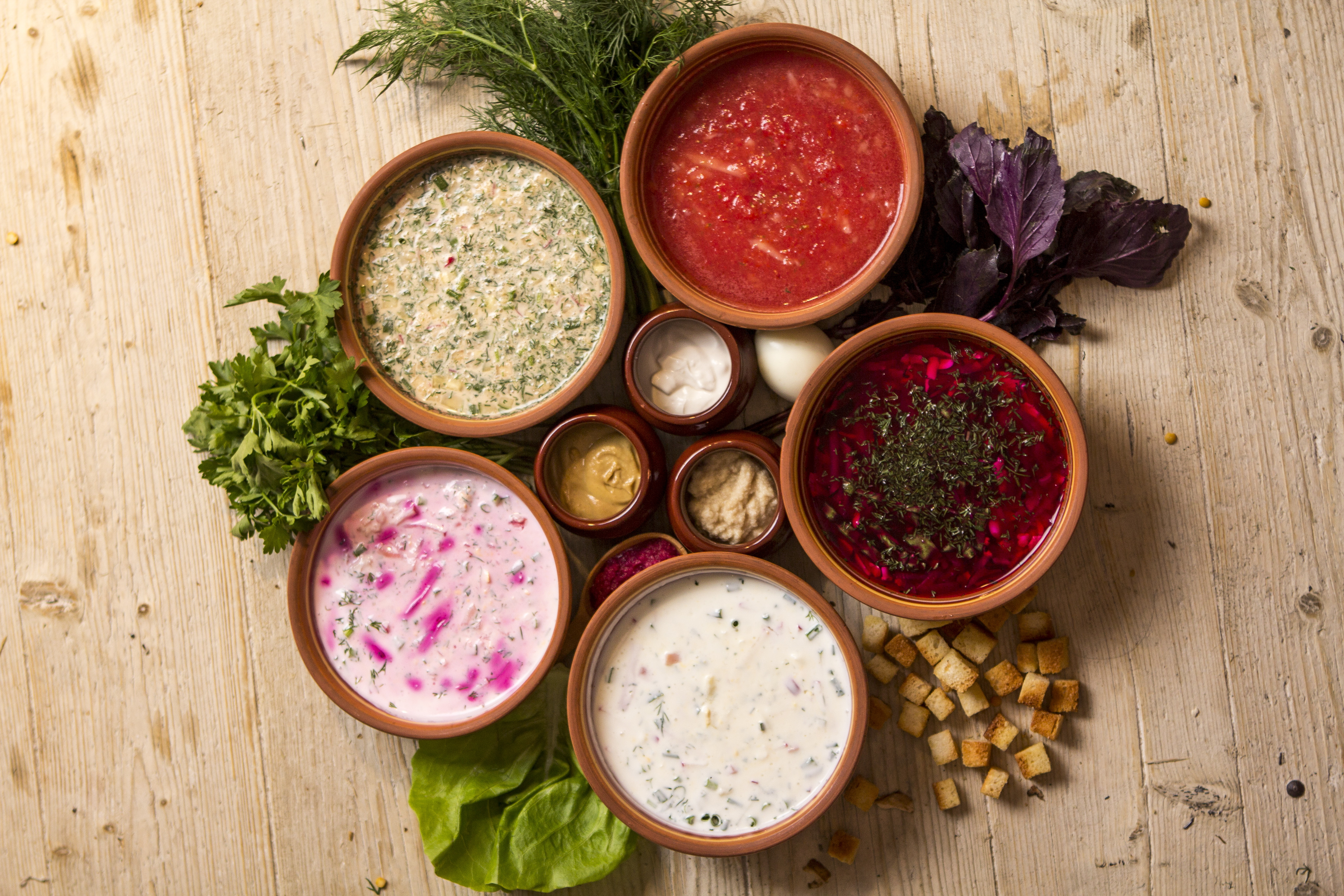
Корчма Тарас Бульба пропонує страви української кухні

Меню представлено наваристими борщами з пампушками, варениками, млинцями з різними начинками, ковбасами, котлетами. Пропонуються домашні настойки, вина, лікери, російська і українська горілка .

## Цікаві факти
- Уся сільськогосподарська продукція для мережі «Корчма Тарас Бульба» виробляється у власному господарстві «ТОВ Козаче», розташованому в Рязанській області.
- У 2004 році утворений Марафонський клуб «Корчма Тарас Бульба».